# Puławy (gmina wiejska)
Puławy – gmina wiejska w województwie lubelskim, w powiecie puławskim. W latach 1975–1998 gmina położona była w województwie lubelskim.
Siedziba gminy to Puławy.
Według danych z 31 marca 2011 gminę zamieszkiwało 11 641 osób.

## Historia
Jednostka została powołana 1 stycznia 1867 jako gmina Nowa Aleksandria (stosowano też wariant gmina Nowo-Aleksandria). Siedzibą władz była Nowa Aleksandria (współcześnie Puławy), będąca po przyznaniu jej praw miejskich w 1906 i wyłączeniu z gminy wiejskiej odrębną gminą miejską. Od przywrócenia 2 maja 1916 poprzedniej nazwy siedziby wiejskiej jednostki, nosiła ona nazwę gmina Puławy. Gmina została zniesiona 1 kwietnia 1933, a jej ziemie wcielono do gminy Końskowola.
Gmina Puławy została ponownie powołana 1 stycznia 1973.
Wójtowie gminy Nowa Aleksandria (1867–1916):
do uzupełnienia
Wójtowie gminy Puławy (1916–1933):
do uzupełnienia
Naczelnicy gminy Puławy (1973–1990):
do uzupełnienia
Wójtowie gminy Puławy (od 1990):
- ? (1990 – 1995)
- Marian Pawłowski (1995 – 10 grudnia 2010)[9]
- Krzysztof Brzeziński (10 grudnia 2010 – 23 marca 2021)[10][11]
- Kamil Lewandowski (p.f., 16 kwietnia 2021 – 28 czerwca 2021)[12]
- Kamil Lewandowski (od 28 czerwca 2021)[13]

## Ochrona przyrody
Na obszarze gminy znajduje się rezerwat przyrody Czapliniec koło Gołębia chroniący miejsca lęgowe czapli siwej.

## Struktura powierzchni
Według danych z roku 2011 gmina Puławy ma obszar 161,13 km², w tym:
1. grunty orne – 6 643,3981 ha
2. łąki, pastwiska – 1 209,7237 ha
3. sady – 318,7054 ha
4. użytki rolne zabudowane – 350,5398 ha
5. grunty zadrzewione i zakrzewione – 526,4410 ha
6. rowy – 43,3440 ha
7. lasy – 5 288,8532 ha
8. tereny mieszkaniowe – 44,7444 ha
9. drogi – 446,0841 ha
10. nieużytki – 214,9798 ha
11. wody płynące – 785,6416 ha
12. wody stojące – 10,2174 ha
13. tereny kolejowe – 103,6471 ha
14. tereny różne – 65,5288 ha
15. tereny rekreacyjno-wypoczynkowe – 12,0023 ha
16. inne tereny zabudowane – 11,8980 ha
17. tereny przemysłowe – 1,0538 ha
18. inne tereny komunikacyjne – 7,6703 ha
19. zurbanizowane tereny niezabudowane – 2,6896 ha
20. użytki kopalne – 15,8177 ha
21. użytki ekologiczne – 10,3935 ha

Gmina stanowi 17,24% powierzchni powiatu.

## Demografia

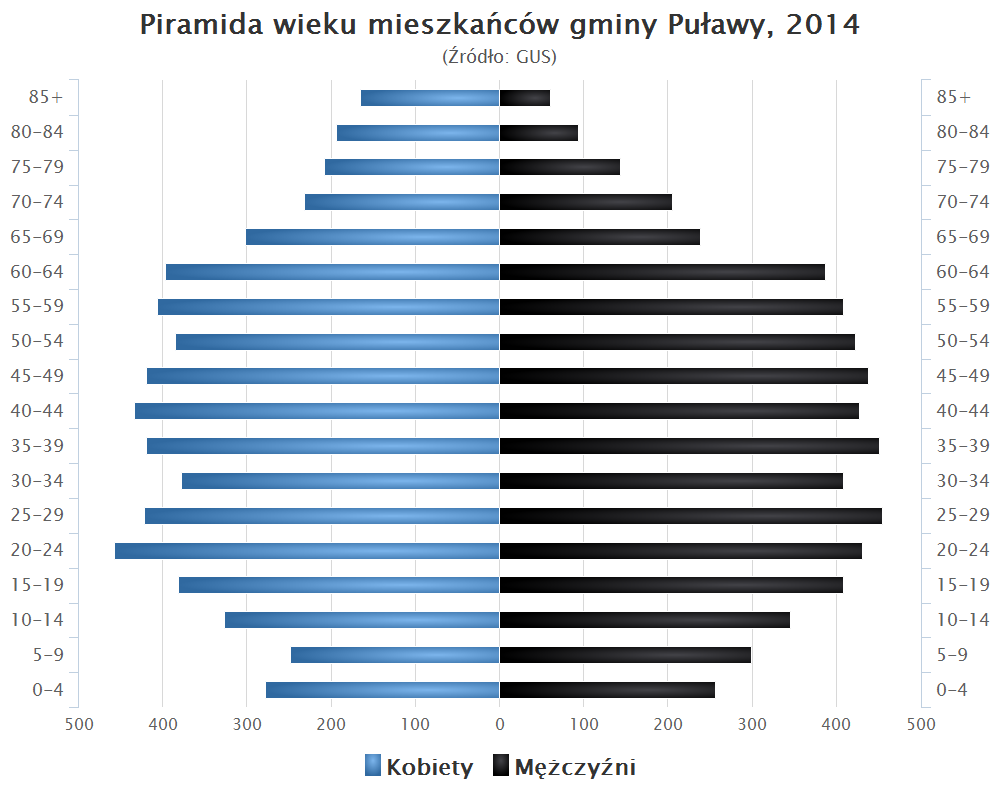
Piramida wieku mieszkańców gminy Puławy w 2014 roku

Dane z 30 czerwca 2004:
| Opis                              | Ogółem | Ogółem | Kobiety | Kobiety | Mężczyźni | Mężczyźni |
| --------------------------------- | ------ | ------ | ------- | ------- | --------- | --------- |
| jednostka                         | osób   | %      | osób    | %       | osób      | %         |
| populacja                         | 11 157 | 100    | 5707    | 51,2    | 5450      | 48,8      |
| gęstość zaludnienia (mieszk./km²) | 69,4   | 69,4   | 35,5    | 35,5    | 33,9      | 33,9      |

## Sołectwa
Anielin, Borowa, Borowina, Bronowice, Dobrosławów, Gołąb (sołectwa: Gołąb I i Gołąb II), Góra Puławska, Góra Puławska Osiedle, Janów, Jaroszyn, Kajetanów, Klikawa, Kochanów, Kowala, Leokadiów, Łęka, Matygi, Niebrzegów, Nieciecz, Opatkowice, Pachnowola, Piskorów, Polesie, Sadłowice-Kolonia Góra Puławska, Skoki, Smogorzów, Sosnów, Tomaszów, Wólka Gołębska, Zarzecze.

## Sąsiednie gminy
Dęblin, Gniewoszów, Janowiec, Końskowola, Policzna, Puławy (miasto), Przyłęk, Ryki, Sieciechów, Żyrzyn